# Dillon Francis

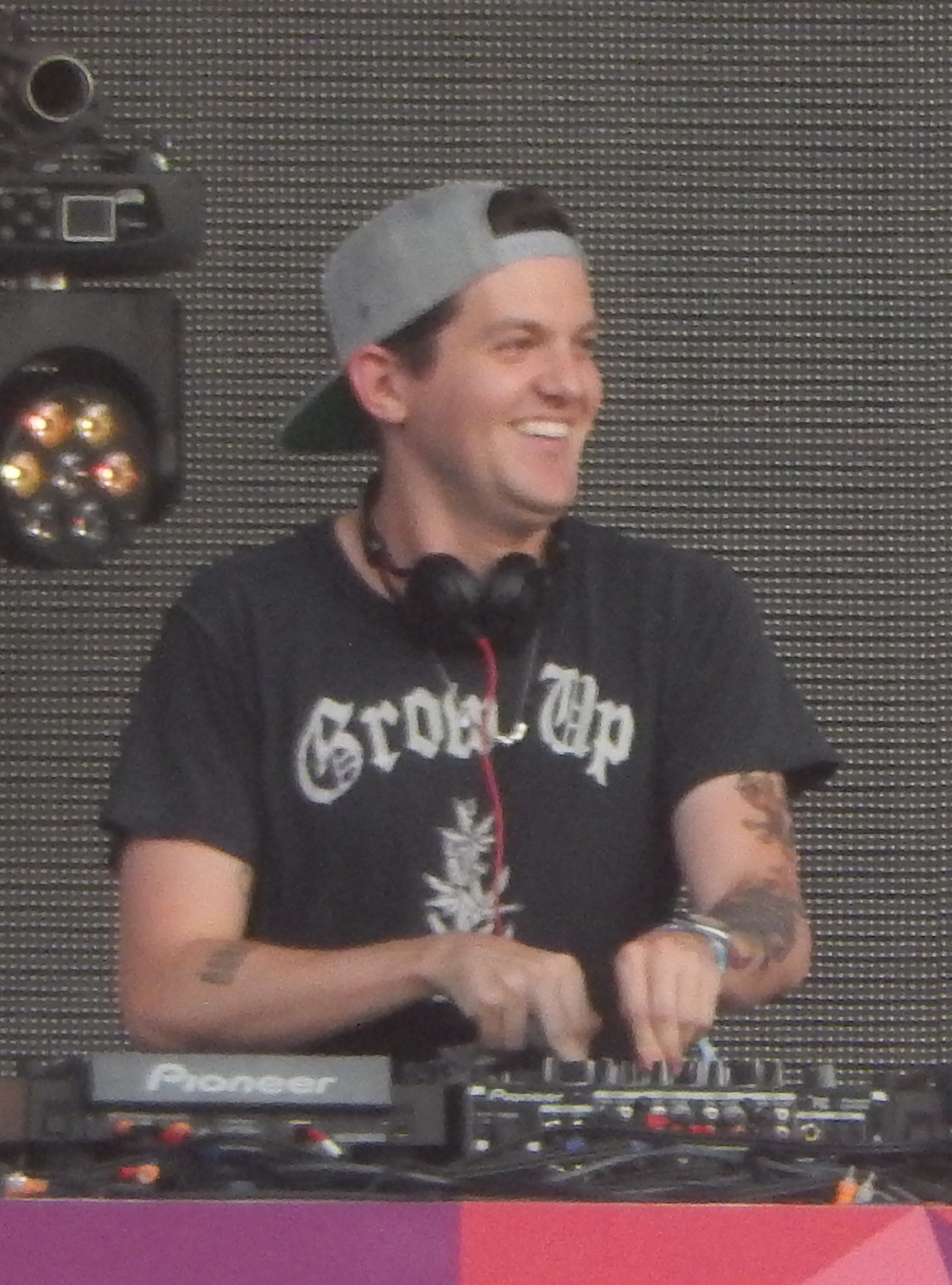
Dillon Francis, 2014

Dillon Francis (* 5. Oktober 1987 in Los Angeles) ist ein US-amerikanischer EDM-DJ und Musikproduzent. Er spielt Electro-House, Brostep und Moombahton.

## Karriere
Dillon Francis veröffentlichte 2010 seine erste Extended Play Swasher. Es folgten eine Reihe größerer Festivalauftritte, darunter Electric Zoo, Ultra und Coachella. 2014 erschien sein Debütalbum Money Sucks, Friends Rule bei Diplos Label Mad Decent, welches zusammen mit der ersten Single Get Low in die US-Charts einstieg. Eine US-Tour folgte.

## Diskografie (Auswahl)

### Alben
- 2014: Money Sucks, Friends Rule
- 2018: Wut Wut
- 2019: Magic Is Real

### Singles und EPs
- 2010: Swasher
- 2011: I.D.G.A.F.O.S.
- 2011: Beautician 2.0
- 2011: Music is Dead (mit Doctor P)
- 2012: Money Makin’ (mit A-Trak)
- 2012: Fiyah
- 2012: Masta Blasta
- 2012: Dill the Noise (mit Kill the Noise)
- 2012: Epidemic (mit Jack Beats)
- 2012: Bootleg Fireworks (Burning Up)
- 2012: Here 2 China (mit Calvin Harris und Dizzee Rascal)
- 2012: Bootleg Fireworks (Burning Up) (The Bebirth)
- 2013: Messages (mit Simon Lord)
- 2013: Flight 4555
- 2013: Without You (mit Totally Enormous Extinct Dinosaurs)
- 2013: Messages (the Rebirth) (mit Simon Lord)
- 2013: Without You (The Rebirth) (mit Totally Enormous Extinct Dinosaurs)
- 2014: Get Low (mit DJ Snake)
- 2014: When We Were Young (mit Sultan + Shepard & The Chain Gang of 1974)
- 2014: I Can’t Take It
- 2014: We Make It Bounce (mit Major Lazer & Stylo G)
- 2014: Set Me Free (mit Martin Garrix)
- 2015: Bun Up the Dance (mit Skrillex)
- 2015: This Mixtape is Fire
- 2015: Coming Over (mit Kygo feat. James Hersey) (US: Gold)
- 2016: Need You (mit NGHTMRE)
- 2017: Say Less (mit G-Eazy)
- 2017: Hello There (mit Yung Pinch)
- 2018: We the Funk (mit Fuego)
- 2018: Sexo (mit Residente feat. iLe) (US: Gold (Latin))
- 2019: Lost My Mind (mit Alison Wonderland)
- 2019: Fix Me (mit Cuco)
- 2019: EDM O'CLOCK (mit TV Noise)
- 2019: Change Your Mind (mit lovelytheband)